# البخلاء
كتاب البُخلاء كتاب دوّن فيه أبو عثمان عمرو بن بحر الجاحظ بعض صور البُخل في الذين قابلهم وتعرف عليهم في بيئته الخاصة خصوصًا في بلدة مرو عاصمة خراسان، وقد صور الجاحظ البخلاء تصويراً واقعياً حسياً نفسياً فكاهياً، وثق فيه حركاتهم ونظراتهم القلقة أو المطمئنة ونزواتهم النفسية، وفضح أسرارهم وخفايا منازلهم وأطلع القراء على مختلف أحاديثهم، وكشف عن نفسياتهم وأحوالهم جميعاً. أول من درس نصّ البخلاء هو المستشرق فان فلوتن سنة 1900م. وقصص الكتاب عبارة عن مواقف هزلية تربوية قصيرة، وُثقت فيها الألفاظ العامية المتداولة في فترة كتابته، تكثر في القصص الحوارات، كما يُعتبر دراسة اجتماعية تربوية نفسية اقتصادية لهذا الصنف من الناس وهم البخلاء

## الأهمية العلمية للكتاب
لكتاب البخلاء أهمية علمية حيث يكشف لنا عن نفوس البشر وطبائعهم وسلوكهم فضلا عن احتوائه على العديد من أسماء الأعلام والمشاهير والمغمورين وكذلك أسماء البلدان والأماكن وصفات أهلها والعديد من أبيات الشعر النادرة والمفيدة بموضوعها والأحاديث والآثار فالكتاب موسوعة علمية أدبية اجتماعية جغرافية تاريخية.[بحاجة لمصدر]
يمتاز البخلاء في هذا الكتاب بالطيبة والسذاجة وخفة الدم أحيانا وهم بريئون من الأذى ومن سوء المعاملة وليس فيهم ما تنفر النفس منه أو تشمئز ولا يظلمون إلا أنفسهم ونجد أن موائد بعضهم ممدودة يتظاهر بعضهم بالكرم لا يقوم الجاحظ في كتابه بتجريحهم أو إيذاء مشاعرهم بل يبسط تصرفهم ويعرض طريقة اقتصادهم واستخدامهم للمال ومحاربتهم الإسراف والذي لا شك فيه أن بعض الشخصيات من نسج خياله وغير موجودين أصلا مثل أبي الحارث جميز والهيثم بن مطهر.[بحاجة لمصدر]
من أطرف من ذكرهم الجاحظ أفراد في البصرة كانوا يحبون الاقتصاد في العيش والتوفير في المال وحسن التدبير، وقد اجتمعوا في مسجد بالبصرة لتبادل الخبرات فقال أحدهم أن له حمارا كان يسقيه ماء مالحًا لرخص سعره بينما يشرب وأسرته الماء العذب فتدهورت صحة الحمار حتى كاد يهلك، وعندها فكر وقدر وقرر أن يتوضأ وأسرته من ماء عذب ويسقى الحمار مما يبقى فكسبوا الحمار ولم يهدروا الماء.[بحاجة لمصدر]

## بحوث حول كتاب البخلاء
- الأجناس الأدبية في كتاب البخلاء للجاحظ، أجرى الدراسة كل من سعيدة حمزاوي وحفيظة رحيم ونسرين زعيم من جامعة قصدي مرباح ورجلة الجزائر سنة 2021، وقد عالجن الأجناس الواردة في الكتاب كالقصة والنادرة والرسالة.[4]
- أسلوب السخرية في قصص البخلاء: من إنجاز حمزة قريرة، إكرام عائشة بنسالم، ليلى قحمص وتناولوا في الدراسة كيفية توظـيف الجاحظ للـسخرية وموضوعاتها وكيف تشكلت بنيتها السردية من حيث الزمان والمكان، والشخصيات[5]
- صورة الآخر في كتاب "البخلاء" للجاحظ، عوض أحمد خسن العلقمي من كلية التربية جامعة عدن اليمن[6]
- آليات السرد في كتاب البخلاء للجاحظ، من إنجاز حمودين علي وعتبة هاجر، وقد سلطا الضوء على نظرة الجاحظ لشخصية البخيل كيف ما كانت حالته الاجتماعية. اعتمادا على المنهج البنيوي التكويني[5]

## المصدر
- البُخَلاء - موسوعة المورد، منير البعلبكي، 1976

## وصلات خارجية
- إقرا الكتاب